# Josep Maria Bosch
| 333744 Pau            | 20 dicembre 2009  |
| 389470 Jan            | 15 marzo 2010     |
| 547508 Perehorts      | 26 settembre 2010 |
| 549151 Serra-Ricart   | 24 febbraio 2011  |
| 551601 Antonijové     | 7 aprile 2013     |
| 578053 Jordillorca    | 26 novembre 2013  |
| 599755 Alcarràs       | 4 novembre 2010   |
| 622467 Ignés          | 20 luglio 2012    |
| 667531 Ignasiribas    | 20 luglio 2011    |
| 689210 Salvadorjribas | 25 ottobre 2011   |

Josep Maria Bosch (...) è un astronomo amatoriale spagnolo.
Gestisce l'osservatorio di Santa Maria de Montmagastrell in Catalogna.
Il Minor Planet Center gli accredita le scoperte di otto asteroidi, parte delle quali in condivisione con R. M. Olivera, effettuate tra il 2009 e il 2013.